# Le Landin
Le Landin är en kommun i departementet Eure i regionen Normandie i nordvästra Frankrike. Kommunen ligger i kantonen Bourg-Achard som tillhör arrondissementet Bernay. År 2022 hade Le Landin 262 invånare.

## Befolkningsutveckling
| Befolkningsutvecklingen i Le Landin 1968–2021 | Befolkningsutvecklingen i Le Landin 1968–2021 | Befolkningsutvecklingen i Le Landin 1968–2021 | Befolkningsutvecklingen i Le Landin 1968–2021 | Befolkningsutvecklingen i Le Landin 1968–2021 |
| --------------------------------------------- | --------------------------------------------- | --------------------------------------------- | --------------------------------------------- | --------------------------------------------- |
|                                               |                                               |                                               |                                               |                                               |
| År                                            |                                               |                                               | Folkmängd                                     |                                               |
| 1968                                          | 1968                                          |                                               | 108                                           |                                               |
| 1975                                          | 1975                                          |                                               | 96                                            |                                               |
| 1982                                          | 1982                                          |                                               | 103                                           |                                               |
| 1990                                          | 1990                                          |                                               | 160                                           |                                               |
| 1999                                          | 1999                                          |                                               | 151                                           |                                               |
| 2007                                          | 2007                                          |                                               | 167                                           |                                               |
| 2015                                          | 2015                                          |                                               | 195                                           |                                               |
| 2021                                          | 2021                                          |                                               | 244                                           |                                               |